# Erin Chan
Erin Chan (ur. 9 sierpnia 1979 w Calgary) – kanadyjska pływaczka synchroniczna, brązowa medalistka olimpijska, brązowa medalistka mistrzostw świata.
W 2000 roku reprezentowała swój kraj na igrzyskach olimpijskich, w ich ramach wystąpiła w rywalizacji drużyn – w finale zmagań uzyskała wynik 97,357 pkt i zdobyła brązowy medal. Cztery lata później na igrzyskach olimpijskich w Atenach, w finale rywalizacji drużyn zajęła 5. miejsce z rezultatem 95,251 pkt.
W latach 2001–2003 dwukrotnie startowała w mistrzostwach świata – na czempionacie w Fukuoce zdobyła brązowy medal.
W 2003 roku została wicemistrzynią igrzysk panamerykańskich w konkurencji zespołów.